# ラジャ・マハラジャー
「ラジャ・マハラジャー」は、戸川純と東京放送児童合唱団の歌。NHKの音楽番組『みんなのうた』で放送された。

## 概要
- 作詞は福田三月子、作曲は吉川洋一郎。
- 映像は、柳沢京子による切り絵を毛利厚がアニメーションにしている。
- 『みんなのうた』では1985年2月 - 3月に初めて放送された後、何度か再放送されている。
- また、同じくNHKの『みんなの広場だ!わんパーク』でも歌われた。

## 収録アルバム
戸川純版の「ラジャ・マハラジャー」は、2008年に発売された3枚組CD『TOGAWA LEGEND SELF SELECT BEST & RARE 1979-2008』に収録され、初放送から23年の歳月を経て初めて商品化されることとなった。その後は『みんなのうた』のベストアルバム『NHK みんなのうた 50アニバーサリー・ベスト～誰かがサズを弾いていた ～ 』（2011年、日本コロムビア）にも収録されている。また映像は2011年に発売されたDVD『NHK みんなのうた 第9集』に収録されている。

## カバー
オリジナルが発売されるより前に、複数のカバー音源が商品化されている。
- 長井千恵子、東京荒川少年少女合唱団（ポニーキャニオン版カバー音源。1985年発売『NHKみんなのうた大全集 恋するニワトリ～おふろのうた』などに収録）
- 東京放送児童合唱団（アポロン音楽工業版カバー音源。1992年発売『NHK みんなのうたより』などに収録）
- 増田直美、東京放送児童合唱団（キングレコード版カバー音源。1999年発売『決定盤!テレビこどもの歌』などに収録）
- くまいもとこ（日本コロムビア版カバー音源。2006年発売『みんなのうた45周年ベスト曲集〜メトロポリタン美術館/スシ食いねェ!〜』などに収録）
- あふりらんぽ（2007年発売『Rock for Baby』（キューンミュージック）に収録）
- やくしまるえつこ（2013年発売のアルバム『RADIO ONSEN EUTOPIA』（みらいrecords）に収録）

## 再放送
▲マークはラジオのみ
- 1986年2月 - 3月
- 1987年2月 - 3月
- 1991年2月 - 3月
- 1996年10月 - 11月▲
- 2001年2月 - 3月▲
- 2008年2月 - 3月
- 2014年2月22日・3月22日（リクエスト）[2]。
- 2017年6月 - 7月（お楽しみ枠）
- 2021年8月 - テレビでは『やさしさの玉手箱』・『遠い夏休み』・『パンダ・ダ・パ・ヤッ』と合わせて放送、本曲のみフルコーラスで、あとの3曲はワンコーラス、また曲に対する思い出のナレーションを添えた。ラジオでは『やさしさの玉手箱』と合わせて放送、双方ともフルコーラスで思い出のナレーションは省かれた。
- 2023年4月 - 5月